# Поповка (Рязанский район)
Поповка — поселок в Рязанском районе Рязанской области. Входит в Заборьевское сельское поселение.

## География
Находится в центральной части Рязанской области на расстоянии приблизительно 43 км на северо-восток по прямой от вокзала станции Рязань I в левобережной части района.

## История
Наиболее раннее картографическое отображение существования поселка (тогда Урта или Поповка) представлено на карте 1941 года.

## Население
Численность населения: 5 человек в 2002 году (русские 100 %), 8 в 2010.